# Mycale aruensis
Mycale aruensis är en svampdjursart som beskrevs av Jörn Hentschel 1912. Mycale aruensis ingår i släktet Mycale och familjen Mycalidae. Inga underarter finns listade i Catalogue of Life.